# 弘前市立大成小学校
弘前市立大成小学校（ひろさきしりつ たいせいしょうがっこう）は青森県弘前市大字御幸町にある公立小学校。本項では、弘前市立第二大成小学校の沿革についても触れる。

## 沿革
- 1885年（明治18年）1月8日 - 蓬莱小学（土手町）と敬業小学（北川端町）及び知類小学（松森町）が合併し、大成小学として発足。
- 1886年（明治19年）8月 - 大成尋常小学校と改称。
- 1889年（明治22年）4月1日 - 弘前市制実施により、弘前市大成尋常小学校と改称。
- 1890年（明治23年）
  - 3月4日 - 校舎類焼。
  - 12月1日 - 本校校舎未建の為、一時他の家屋を借り入れて授業実施。
- 1891年（明治24年）
  - 6月2日 - 新校舎がほぼ落成し、児童を移転させる。
  - 11月12日 - 新校舎竣工。新校舎落成祝賀会挙行。
- 1902年（明治35年）3月25日 - 第二大成小学校（男子のみ収容）を分離し、第一大成尋常小学校（女子のみ収容）と改称。
- 1909年（明治42年）4月27日 - 学校に電灯が取り付けられ、同日から点灯。ただし、電灯は、宿直室と小使室のみ。
- 1911年（明治44年）1月21日 - 通学区域改正により、和徳小学校の一部学区（瓦町一帯）を本校に編入[1]。
- 1914年（大正3年）
  - 4月1日 - 男子も収容。学区も改正され、朝陽小学校の学区だった下土手町・鍛冶町・新鍛冶町・北川端町を本校学区に編入。
  - 6月1日 - 品川町・富田町・富田新町・楮町・新楮町・桶屋町・南川端町・銅屋町から通う女生徒を第二大成小学校へ移籍。
- 1917年（大正6年）5月25日 - 第二大成小学校類焼の為、同校4学年以下の児童を本校に収容し、午前・午後の2部授業を実施。
- 1918年（大正7年）1月16日 - 第二大成小学校新校舎が竣工し、本校に収容された第二大成小学校児童が還る。
- 1925年（大正14年）4月 - 本校に電話架設。
- 1927年（昭和2年）4月 - 校歌「大成の歌」制定。
- 1928年（昭和3年）
  - 4月18日 - 富田大火により[2]、校舎類焼。
  - 4月22日 - 本校児童を和徳小学校に収容し、2部授業実施。
  - 9月1日 - 蔵主町にある旧市公会堂を修繕整理して、仮校舎とし、授業再開。
  - 12月20日 - 新校舎落成。
- 1933年（昭和8年）10月30日 - 創立五十周年記念式典記念。同日、同窓会より寄贈された、校旗・大国旗贈呈式と国旗掲揚式・校旗樹立式挙行。
- 1934年（昭和9年）11月22日 - 欠食児童に対し、学校給食実施。
- 1941年（昭和16年）4月1日 - 国民学校令により、弘前市第一大成国民学校と改称。
- 1943年（昭和18年）11月12日 - 校内放送設備を完備。
- 1947年（昭和22年）
  - 1月27日 - 学校給食開始。
  - 4月1日 - 学校教育法（旧法）施行により、弘前市立第一大成小学校と改称。
- 1949年（昭和24年）
  - 5月1日 - 週5日制実施（約2年で廃止）。
  - 8月30日 - 新教室1教室増築。
- 1954年（昭和29年）
  - 5月10日 - 教室不足により、昇降口を改造し、教室とした。
  - 8月24日 - 創立七十周年記念事業として、校庭整備完了、遊園地完成。
  - 9月26日 - 台風15号（洞爺丸台風）により、校舎屋根破損やバックネットが傾く被害が出た。
  - 1月8日 - 創立七十周年記念式典挙行、祝賀会開催。記念事業として、学校図書館と校庭を整備。
  - 12月 - 2教室と図書館完成。
- 1962年（昭和37年）
  - 4月23日 - 養護学級設置。
  - 5月23日 - みどりのおばさんが配置される。
  - 6月20日 - 校門を新道側に移転。
- 1967年（昭和42年）6月7日 - 児童の交通安全対策により、代官町側と入口を閉鎖。
- 1971年（昭和46年）7月27日 - 校舎改築第一期工事の杭打ち作業開始。
- 1972年（昭和47年）
  - 1月28日 - 新築校舎の6教室と校長室・放送室・保健室・作業員室等が完成。
  - 2月22日 - 修祓式挙行。
  - 3月6日 - 6学年児童のみ、新校舎での授業開始。
  - 7月7日 - 校舎改築第二期工事開始。
  - 12月16日 - 校舎改築第二期工事完了（6教室・渡り廊下・便所）。
- 1973年（昭和48年）
  - 1月20日 - 校舎改築第二期工事落成修式挙行し、祝賀会開催。
  - 3月22日 - 講堂が無い為、和徳小学校で、第88回卒業式を行った。
  - 6月27日 - 旧校舎解体工事完了。
  - 8月17日 - 校舎改築第三期工事開始。
- 1974年（昭和49年）
  - 3月16日 - 第三期工事（体育館）竣工落成式挙行し、祝賀会開催。同日、協賛会より、舞台幕一式寄贈される。
  - 4月18日 - 弘前市立病院内に『ひまわり学級』開設[3]。
  - 6月19日 - 校舎改築第四期工事開始。
  - 11月27日 - 校舎改築第四期工事完了。修祓式と祝賀会開催。
- 1975年（昭和50年）
  - 7月7日 - 水泳プールが完成し、修祓式挙行。祝賀会開催。15日から、水泳の授業開始。
  - 11月12日 - 体育館に校章・校名を取付。
  - 12月7日 - 体育館暗幕装置取付完了。
- 1979年（昭和53年）12月11日 - 全教室の暖房が石油暖房に切り替え。
- 2002年（平成14年）4月1日 - 児童数の減少により第二大成小学校と統合。第二大成小学校跡地を大成小学校とするが、新校舎完成までの間は引き続き第一大成小学校校舎を使用。
- 2004年（平成16年） - 新校舎完成[4]。
- 2017年（平成29年）3月24日 - エレベーターを設置[5]。
- 2022年（令和4年）10月22日 - 創立20周年記念式典挙行[6]。

### 第二大成小学校の沿革
- 1901年（明治34年） - 品川町71番地[7]に校舎建築。
- 1902年（明治35年）
  - 3月25日 - 大成尋常小学校から分離し、第二大成尋常小学校として発足。これは、大成尋常小学校の児童数が市内他の尋常小学校より多く[8]、既存の施設では狭隘になった為[7]。
  - 4月 - 授業開始。
  - 10月1日 - 校舎が落成し、この日(10月1日)を創立記念日と定めた。
- 1907年（明治40年）
  - 9月11日 - 校舎増築工事着手。
  - 11月27日 - 増築校舎竣工。
- 1916年（大正5年） - 校章制定。
- 1917年（大正6年）
  - 5月18日 - 校舎全焼。
  - 10月 - 新校舎建築に着手。
- 1918年（大正8年）
  - 1月 - 新築校舎にて、授業開始。
  - 8月 - 同窓会創立。
- 1924年（大正13年） - 暖房が、火鉢から薪ストーブに切り替え。
- 1925年（大正14年）4月 - 学校に電話架設。
- 1928年（昭和3年）
  - 4月18日 - 富田大火により、校舎全焼[2]。
  - 5月 - 富田小学校などを仮校舎として、授業開始。
- 1929年（昭和4年）12月 - 仮校舎として使用していた富田小学校と製紙会社から、新校舎に移転。
- 1930年（昭和5年）
  - 1月 - 旧三一聯隊仮校舎から、新校舎に移転。
  - 5月31日 - 現在地に校舎新築竣工。
- 1932年（昭和7年）9月 - 欠食児童に対し、学校給食実施。
- 1935年（昭和10年） - 青年訓練所を廃止し、第二大成青年学校を併設。
- 1941年（昭和16年）
  - 4月1日 - 国民学校令により、弘前市第二大成国民学校と改称。
  - 10月 - 皇紀2600年記念事業として、給食室完成。
- 1944年（昭和19年） - 米不足により、給食が中止される。
- 1947年（昭和22年）
  - 4月1日 - 学校教育法（旧法）施行により、弘前市立第二大成小学校と改称。
  - 10月 - ミルク給食開始。
- 1948年（昭和23年）1月 - 第一養護学級設置。
- 1951年（昭和26年）
  - 1月 - 小講堂屋上に2教室増築。
  - 3月 - 給食室一部改造、完全給食に移行。
- 1952年（昭和27年）
  - 日付不明 - 創立五十周年記念式典挙行。
  - 10月30日 - 校歌「大成の華」制定。
- 1958年（昭和33年）4月 - 第二養護学級（精薄児学級）設置。
- 1967年（昭和42年）
  - 6月 - 「ことばの教室」改造工事完了。
  - 9月 - 「ことばの教室」入級式。
- 1968年（昭和43年）11月 - 「ことばの教室」が、特殊学級として認可される。
- 1969年（昭和44年）
  - 7月 - 校庭に足洗場2ヵ所設置。
  - 12月 - 学校使用便器全て取り替え。
- 1970年（昭和45年）9月 - 石油ストーブ設置（4台）。
- 1971年（昭和46年）
  - 2月 - 「難聴学級教室」工事開始。
  - 4月 - 「難聴児学級」開設。
- 1973年（昭和48年）5月 - 学校火災（小講堂屋上2教室）。
- 1975年（昭和50年）5月 - トイレの水洗化完了。
- 1976年（昭和51年）
  - 3月 - 卒業生より、紅白幕1張寄贈される。
  - 12月 - 特殊学級用水洗トイレ工事完了。
- 2002年（平成14年）3月31日 - 第一大成小学校との統合により閉校。統合校は第二大成小学校跡地に新築し、新校舎完成までの間は第一大成小学校校舎を暫定使用。

## 学区
鍛冶町、新鍛冶町、北川端町、土手町、代官町の一部、上瓦ケ町、中瓦ケ町、南瓦ケ町、北瓦ケ町、坂本町、山下町、徒町、田代町、西川岸町、表町、大町1・2・3丁目、駅前町、駅前3丁目の一部、南大町1丁目の一部、南大町2丁目の一部、城東1丁目の一部、桶屋町、銅屋町、南川端町、山道町、住吉町、富田全域、吉野町、紙漉町、桜林町、富士見町、寒沢町、品川町の一部、御幸町

## アクセス
- 弘南バス
  - 「上土手町」バス停から、徒歩約255m・約4分。
  - 「富田三丁目」バス停から、徒歩約410m・約7分。

## 主な卒業生
- 菊池俊輔（作曲家）[9]

## 参考資料
- 『大成百年史』（弘前市立大成小学校創立百周年記念事業協賛会・1984年10月8日発行）「大成百年史年表」588頁～651頁の「年表」
- 『大成の華かぐわし 第二大成小学校八十年史』（創立八十周年記念事業協賛会・1982年10月30日発行）「第七章 教育年表」224頁～303頁「第二大成小学校 年表」
- 『青森県教育史 別巻』（青森県教育委員会・1973年12月20日発行）
  - 714頁「学校沿革 小学校 第一大成小学校」
  - 715頁「学校沿革 小学校 第二大成小学校」
- 『東奥年鑑平成16年版 記録編』（東奥日報社・2003年9月1日発行）205頁「市町村の姿/弘前市 主なできごと」